# Desayuna con alegría
Desayuna con alegría fue un programa de televisión emitido por la cadena española Telecinco entre 1991 y 1994 y conducido inicialmente por Leticia Sabater y desde septiembre de 1993, por Sofía Mazagatos.

## Formato
Contenedor televisivo destinado al público infantil, en el que se incluían concursos, juegos, humor, videos de deportes de riesgo y la emisión de series de dibujos animados como Vickie, el vikingo, La panda de Julia, Lupin, El retorno de Bunjee, Lucy, Super Mario Bros, Johnny y sus amigos, El pequeño lord, Los caballeros del Zodiaco y Campamento Candy, entre otras.

## A mediodía, alegría
Fue un programa hermano de Desayuna con alegría, una suerte de continuación cuatro horas tras la finalización de este, emitido entre las mismas fechas (en este caso hasta diciembre de 1993), los mismos días de la semana, conducido por las mismas presentadoras, pero en horario vespertino y con otras series de dibujos.